# Ваздухопловна медицина
Ваздухопловна медицина је грана превентивне медицине и медицине рада и значајна компонента ваздухопловне безбедности и космичких истраживања.
Ваздухопловна медицина проучава, утицај летења ваздухоплова и средине у којој се оно обавља на организам пилота, астронаута пратећег ваздухопловног особља, падобранаца, путника у ваздушном транспорту, и у пракси примењује специфичне методе превентивно медицинске заштите у спречавању негативног утицаја летења и боравка у свемиру на живот и здравље човека и настанак ванредних догађаја и катастрофа, које карактерише велики губитак људских живота, материјалних добара и поремећај еколошких система.
И поред постојања многих проблема, и високо ризичних ситуација, са којима се свакодневно, у свом окружењу, сусрећу припадници авијације и астронаути за време боравка у земљиној атмосфери и свемиру, лекари ваздухопловне медицине су само део многих високо обучених појединаца који раде на минимизирању многих нуспојава у ваздухопловству и свемирским истраживањима, тако да човек може и даље да има надмоћ у ваздушном простору.

## Захтеви и задаци
Атмосфера земље и космос, у којима се обавља летење јако је негостољубива средина за човека и може испољити негативан утицај на његов организам, без обзира на врсту и тип ваздухоплова.
Летење се у земљиној атмосфери обавља на висинама, у просеку од 9.100–18.300 m, при сниженом барометарском притиску. Температура на тим висинама пада за 2 °C на сваких 300 m надморске висине (тако да на висини од 10.700 m, она износи –57 °C ).
У току успона на висину или спуштања на земљу, ваздухоплови (а посебно свемирске летелице) крећу се великом брзином што доводи до великог „g” (гравитационог), оптерећења на организам, али и до екстремног загревања кабинског простора због отпора ваздуха при кретању кроз гушће слојеве атмосфере.
Сложени метеоролошки услови, смена дана и ноћи, џет лаг (циркадијална дисритмија), борбени летови (у војном ваздухопловству), ванредни догађаји у току летења (изазвани људским и техничким грешкама) изузетно су јаки биолошки и психолошки стресогени утицаји по организам пилота.
Дисање кисеоника на повишеном притиску, бука, вибрације, космичко зрачење, катапултирање (принудно напуштање ваздухоплова) избацивим седиштем, након чега следи скок падобраном само су неки од проблема које решава ваздухопловна медицина.
Из ових и многих других захтева, настала је ваздухопловна медицина као потреба савременог развоја ваздухопловства и астронаутике са тежишним задацима;
Да одговори, на бројне биолошке, психолошке и физичке стресове којима су у својој радној средини (унутар и изнад атмосфере земље ) изложени пилоти, падобранци, астронаути и друго особље професионално везано за летење и опслуживањем летења., Јасно је, да на сва ова питања ваздухопловна медицина може да одговори само применом методологије научног рада, који мора да има своје место у свеукупним фундаменталним и апликативним истраживањима у ваздухопловству.
Да спречи појаву неповољних физиолошких и психолошких промена, у организму особа, професионално укључених у процес летења, али и бројних путника у току комерцијалних летова ваздухопловима. Ваздухопловна медицина то може постићи само правилним прикупљањем информација, преко којих се остварује њена кључна улога у благовременом откривању полиморфних симптома који се одражавају на физичко, интелектуално и психичко стање пилота.
Да помогне конструкторима летелица, свемирских „бродова” и друге ваздухопловне опреме, у конструисању, ових скупоцених машина, заштитних средстава и других елемената заштите у ваздухопловству и астронаутици. На прекомерна физиолошка оптерећења, која се могу јавити у организму пилота, увођењем у свакодневну употребу савремених техничких решења бројних конструктора ваздухоплова и ваздухопловне опреме, правовремено треба да укаже ваздухопловна медицина и на тај начин заштити здравље и животе пилота.
Да реши проблеме као што су одржавање живота астронаута у свемиру, штетних утицаја летења на здравље пилота и осталог летачког особља и проблеме пружања медицинске подршке бројним здравим и болесним путницима авио-компанија. Обавеза ваздухопловне медицине заједно са ергономијом, је да у кабини ваздухоплова створи што повољније услове за живот и рад пилота, имајући у виду да је пилот „заробљен” у сопственој летачкој опреми и притешњен уз избациво седиште, и помало подсећа на фетус смештен у љусци јајета. Зато су добри услови у кабини ваздухоплова предуслов за ефикасност пилота у извршењу задатака.
Да нормативно (медицинским прописима) регулише ваздухопловно-космичку превентивно медицинску заштиту у астронаутици, професионалном (цивилном и војном) и комерцијалном ваздухопловству и нормативно регулише, рад медицинског особља у ваздухопловству, како у области селекције људства (израда критеријума), тако и у области медицинског обезбеђења летења и свемирских истраживања.
Да врши селекцију (избор) људства, непосредно ангажованог (пилоти, космонаути итд) или посредно укљученог (кабинско особље ваздухоплова, авио-механичари, контролори летења радариста итд), у процес летења. Применом селекције, ваздухопловна медицина треба пре свега да утврди индивидуалне психофизиолошке способности, или капацитете, сваког кандидата који се укључује у процес летења, за мешовити (мануелни и ментални) рад у условима излагања висини (хипоксији), екстремној брзини и убрзању специфичном замору и другим напрезањима, која су повезана са летењем и боравком у атмосфери и космосу. Посебним методима селекције (као што су нпр. хипоксични тест у барокомори, тест толеранције на убрзање у центрифуги, специфични психолошки тестови итд) лекари ваздухопловне медицине, треба да открију функцијску инсуфицијенцију и евентуалне органске мане, које се под уобичајеним екофизиолошким условима не испољавају, али се могу јавити у току летења и озбиљно угрозити радне и животне функције пилота и астронаута и изазвати удес (катастрофу).
Да школује лекаре и психологе у области ваздухопловне и космичке медицине (курсеви, специјализација, последипломске студије). За успешан рад ваздухопловне медицине потребни су адекватни кадрови. Само високо стручно обучени кадрови могу да одговоре сложеном задатку ваздухопловне медицине да буде драгоцена и незаобилазна карика у припреми пилота за њихово квалитетно и дуготрајно извршавање летачких задатака.
| Задаци                                                   | Делатности |
| -------------------------------------------------------- | --- |
| Научноистраживачки рад                                   | - У области авиофизиологије (изучава негативних утицаја средине у којој се обавља летење на физиолошке системе пилота и астронаута) - У области медицинског испитивања ваздухоплова и ваздухопловне опреме. - У области ваздухопловномедицинске превентивне заштите (заштитне опреме, режима рада и одмора, летачког замора, физичке кондиције, гојазности, преживљавања након удеса итд.) - У области епидемиолошког истраживања, болести, удеса и катастрофа, и других стања узрокованих летењем. - Ваздухопловномедицинска експертиза ванредних догађаја, удеса и катастрофа у току летења. - У области хипербаричне медицине - У области ваздухопловне психологије - У области микроталасног и космичног зрачења - У области заштите животне средине (бука, вибрације, аеро-загађења, тровања)    |
| Селекција и здравствени надзор                           | - Селекција (избор) људства (војних и цивилних пилота, астронаута, падобранаца, контролора летења, осталог летачког особља, за школовање и специјалне дужности) - Периодични (редовни и ванредни) здравствени прегледи војних и цивилних пилота, астронаута, падобранаца, контролора летења, осталог летачког особља. - Ванредни здравствени прегледи војних и цивилних пилота након ванредних догађаја и удеса ваздухоплова. - Селекција и здравствени прегледи људства на радарским системима (изложеног дејству микроталасног зрачења). |
| Физиолошка тренажа и едукација из ваздухопловне медицине | - Физиолошка тренажа летача и астронаута применом специфичне ваздухопловномедицинске опреме (уређаја); - Барокоморе (за одређивање времена чисте свести, симулацију експлозивне декомпресије, проверу и подешавање заштитне опреме) - Пилотске центрифуге - Лабораторије за демонстрацију просторне дезоријентације - Избацивог седишта (катапулта) - Авиона лабораторији за симулацију бестежинског стања. - Обука из ваздухопловне медицине (теоријска и практична), - За пилоте, астронауте, падобранце и остало летачко и нелетачко особље укључено у процес летења. - Едукација лекара и осталог медицинског особља из ваздухопловне медицине; - Курсеви, семинари, практична настава. - Специјализација и последипломске студије из ваздухопловне медицине за лекаре и ваздухопловне психологе. |
| Медицинско збрињавање                                    | - Лечење и рехабилитација повређених и оболелих припадника ваздухопловства. - Лечење болесника у хипо и хипербаричним коморама. - Медицинска подршка путницима авио-компанија (консултативни прегледи) - Спречавање преноса карантинских болести ваздушним путем - Медицинско обезбеђење летења, падобранских скокова и других активности везаних за летење и падобранске скокове. - Медицинска контрола исхране и психофизичке кондиције пилота и падобранаца. |
| Ваздушни транспорт п/о                                   | - Организација транспорта повређених и оболелих (п/о) и опремање ваздухоплова медицинском опремом. - Пружање помоћи медицинском особљу (разних специјалности) и п/о у току ваздушног транспорта повређених и оболелих. |

### Улога ваздухопловних лекара
Ваздухопловна медицина, која својим многобројним активностима, треба да очува здравље, безбедност и психофизичку способност лица укључених у бројне активности везане за боравак у земљиној атмосфери и свемиру, захтева и високостручан медицински кадар. Зато се лекари ваздухопловне медицина могу наћи широм света у војсци, комерцијалним авио-компанијама, владиним агенцијама, приватним и независним агенцијама и клиникама за медицинску селекцију и издавање сертификата (дозвола) пилотима и другом ваздухопловном особљу, или у бројним институтима, лабораторијама и академским (школским) установама.
Оперативна улога лекара ваздухопловне медицине, може бити прилично различита, што најчешће зависи од установе и области у којој обављају делатност;
- У војсци, (у активној служби и резервном саставу), њихов рад се одвија у распону од медицинског обезбеђења летења и других активности у летачким ескадрилама, лечењу летачког особља и њихових породица, до обављања осталих специфичних делатности у војномедицинским установама, институтима и ваздухопловним командама.
- У цивилном ваздухопловству, ваздухопловни лекари обично раде у авио-компанијама на пословима, медицинског обезбеђења летења на аеродрому, пословима здравственог надзора над пилотима и осталим особљем у авио-компанијама, али и у бројним владиним и приватним агенцијама за безбедност летења на изради нормативних аката, контроли ваздушног саобраћаја, испитивању удеса и издавању здравствених сертификата (дозвола) .
- У агенцијама за свемирска истраживања ваздухопловни лекари пружају сву потребну медицинску помоћ астронаутима како на земљи, у току њихове селекције и припрема за боравак у свемиру, тако и након њиховог повратка из свемира (због могућих тегоба изазваних нултом (микро) гравитацијом, космичком радијацијом итд).
- У високошколским установама, летачким академијама и бројним научноистраживачким установама, ваздухопловни лекари раде као наставници из ваздухопловне и космичке медицине, за медицинско особље и летаче и астронауте или као истраживачи (научници) у пројектима медицинских истраживања.

## Ваздухопловна медицина у свету
Човек је од свог постанка, кроз много векова умног и креативног развоја посматрао и проучава природу и небеско пространство изнад његовог животног окружења, након чега се у њему јавила све већа жеља да направи уређај којим би могао да овлада бескрајним ваздушним простором све до удаљених планета и звезда. Човек прво проучава летења, птица и инсеката, а затим бацањем предмета кроз ваздух, и закономерности физике, да би на крају својим првим покушајима летења одговорио на сопствене изазове за боравак у атмосфери и космосу.
Постоје старе легенде о људском лету, као што је легенда о Икару, а касније, нешто реалније тврдње о летовима људи на кратким растојањима, као што су летови с крилима (енгл. Abbas Ibn Firnas, 810—887), (шп. Eilmer of Malmesbury, 810—887),
 (у 11. веку ) и са надуваном пасаролом (порт. Bartolomeu Lourenço de Gusmão, 1685—1724).
Прави развој ваздухопловства а са њим и ваздухопловна медицина настаје у раном 18. веку са првим физиолошким студијама лекара балониста. Током 1784. годину дана након првог лета балоном, од стране француског физичара Жан-Франсоа Пилатр де Розјеа (фр. Jean-François Pilâtre de Rozier), и бостонског физичара, др Џона Џефриза (енгл. John Jeffri), сачињена је прва студија висинског састава атмосфере уз помоћ балона.
Др Франциско Бовер на Медицинском факултету у Барселони 1800. објављује своја истраживања на тему „Употреба балона у медицини”. Његовим истраживањима придружују се Робертсон описом физиолошких проблема код ваздухопловаца, а 1850. Барал и Бикио који описују ефекте хладноће за време успона балоном.
Током 1804. Ј. Д. Захаров, је уз помоћ балона, истраживао не само физичке и физиолошке већ и психолошке проблеме у току летења, а М. А. Рикачев, поред физичких истраживања, које је вршио у току лета, проучавао је и функције вида и слуха, и један је од првих истраживача који је 1882. дао први опис личних особина неопходних за ваздухопловца.
Прву свеобухватну студију утицаја летења на здравље, спровео је француски лекар Пол Бер, који је објавио своја истраживања о утицају промене састава и притисак ваздуха, са порастом висине на људе, 1878. под насловом „Барометарски притисак” (фр. La pression barometrique).
Између 1870. и 1878. Бер је спровео 670 појединачних истраживања и успео је да докаже однос ваздуха, гасова, притиска водене паре, крви и проблеме при летењу, што је у суштини основа ваздухопловне медицине.
Бер је 1874. одлучио да утврди корелацију између својих лабораторијских резултата и резултата добијених у стварном лету па је ангажовао два искусна летача: Теодора Сивела (Théodore Sivel, 1834—1875) и Жозефа Кроса-Спинелија (Joseph Eustache Crocé-Spinelli, 1845—1875). У новоконструисаној барокомори подвргавао их је притиску од 304 mmHg, што одговара висини од око 7.000 m, при чему их је научио да, за спречавање хипоксије, користе чисткисеоник и мешавину кисеоника са другим гасовима. Дана 15. априла 1875. њих су двојица, заједно са Гастоном Тисандјеријеом (Gaston Tissandierie), летели новим балон „Зенит” при чему су понели само три 150 литарске вреће 75% кисеоника.Бер их је покушао писмом упозорити да то није довољно, но писмо је стигло прекасно и од последица хипоксије, преживео је само Тисандјерије. Тако су Теодор Сивел и Жозеф Крос-Спинели постали прве жртве висинског лета. Жртве хипоксије у правом смислу речи...(др Владимир Плетикапић)
Бечки физиолог Херман фон Шретер, 1894. дизајнирао је кисеоничку маску са којом метеоролог Артур Берсон поставља рекорд и достиже висину од 9.150 m летећи у балону, и тиме омогућио даљи развој заштитне летачке опреме и конструисање ваздухоплова за летова на великим висинама у условима снижене концентрације кисеоника.
Од полетања првог авиона 17. децембара 1903. до данашњих дана дошло је до бурног развоја ваздухопловне технике и технологије, који је пратио и убрзан развој ваздухопловне медицине. Прва медицинска истраживања у ваздухопловству почињу 1907, само 4 године од првог лета авиона.
Немци су 1910. први објавили посебне медицинске прописе везане за избор пилота, а први прописи за војне пилоте, које су они морали да поштују у извршењу летачких активности, донеле су и САД 1912. затим Енглеска 1916. и Француска 1917. Према др Армстронгу, ови стандарди били су игнорисани у првим годинама Првог светског рата, што је имало катастрофалне последице. Немци зато накнадно ревидирају своје стандарде, објављују и у пракси примењују нову верзију медицинских прописа за пилоте од 1915.
Војска САД, врло брзо схвата, да пажљиво извршен медицински избор кандидата за пилоте, смањује трошкове обуке и повећава безбедност летења и зато ревидира начин вршења медицинских прегледа и маја 1917. у праксу уводи измењену верзију правилника „Образац 609”. Лекарски преглед по овом „обрасцу” је свеобухватан и он се не мења све до краја Другог светског рата. Значајан допринос на том подручју дао је лекар Теодор Листер (енгл. Theodor Lyster), амерички пионир ваздухопловне медицине, који је и отворио прву истраживачку лабораторију у области ваздухопловне медицине 1918. у Њујорку. Следеће године отворена је и прва школа за ваздухопловну медицину.
Следи нови развој догађаја:
- 1917. у Француској се формира прва Организација за селекцију и физиолошка истраживања у француском ваздухопловству,
- 1919. у Риму се одржава Прва међународна конференција за ваздухопловну медицину.
- 1921. у САД основана је прва Ваздухопловномедицинска школа.
- 1926. Бауер објављује своју књигу о „Ваздухопловна медицина”.
- 1939. Армстронг (амерички санитетски генерала) објавио је прво издање књиге „Принципи и пракса ваздухопловне медицине”, који и до данашњих дана представља значајан уџбеник за изучавање ваздухопловне медицине у целом свету.[20]
- 1939. Франк В. Р. професор за медицинска истраживања Универзитета у Торонту, први дизајнира анти-Г одело.
- 1929. у САД основано је прво Удружење лекара ваздухопловне медицине, (енгл. Aerospace Medical Association, AsMA) ,[21] под руководством Луиса Х. Бауера.
- 1934. у САД, СССР, Енглеској, Немачкој и многим другим земљама, почињу прва проучавања утицаја високих напрезања у току летења на организам пилота. Истраживање које је требало да створи оптималне услове у односима човек—авион—средина. Обезбеди повољно јединство између пилота и авиона, и доведе до даљег техничког напретка, израде и развоја првог херметичког (висинског) одела, а нешто касније и првог анти-G одела и друге заштитне опреме. Конструкција ове опреме која траје до данас, а трајаће и надаље, омогућила је даљи развој млазних авиона, а касније и ваздухоплова на ракетни погон и непрестано захтевала и даље захтева, развој ваздухопловне и космичке медицине.
- 1960. почињу прва медицинска истраживања у области космичке медицине. Након те године из окриља ваздухопловне медицине, издваја се и настаје посебна субспецијалистичка грана космичка медицина. Зато је у појединим земљама света све више у употреби назив ваздухопловна и космичка медицина.

## Ваздухопловна медицина на простору Југославије и Србије
Историја ваздухопловне медицине на простору Србије датира од 1911, када је извршена прва селекција летача за ваздухопловство Краљевине Србије. Колико је то било напредно говори податак да су САД прву селекцију спровеле тек 1917. и да је тада Србија били трећа земља у свету која се бавила селекцијом летача, као и податак да је први ваздушни транспорт рањеника у једном рату, обављен 1915. у Првом светском рату за време повлачења српске војске преко Албаније) на релацији Скопље—Призрен.
Од тада па до Другог светског рата, лекари ваздухопловне медицине су били у саставу Санитетског одељења Команде ваздухопловства Краљевине Југославије. У том периоду, југословенска ваздухопловна медицина (нарочито ваздухопловна физиологија) била је једна од водећих у свету а њени лекари су се школовали у водећим земљама у овој области медицине, Француској и Немачкој. У то време Краљевина Југославија је била међу ретким земљама која је имала уџбеник из ваздухопловне медицине, на српском језику, који је написао лекар и пилот др Михајло Костић 1941.
Др Петровић и др Николић били су први родоначелници савремене ваздухопловне медицине у Краљевини Југославији, али је Други светски рат и одлазак у заробљеништво прекинуо њихов рад али и даљи развој ове гране медицине. Након рата, из непознатих разлога, они се нису прикључили даљем раду у овој грани медицине.
Од новембра 1944. до марта 1945. формира се Југословенско ратно ваздухопловство (ЈРВ) са две дивизије које су у свом саставу имале по три пука. Њихово формирање прати и развој санитетске службе ЈРВ, које се у почетку развија по узору на руско ваздухопловство, имајући у виду значајан допринос Русије у почетном периоду његовог настанка.
При команди Ратног ваздухопловства с пролећа 1945. формира се прва санитетска служба ЈРВ која између осталог има и задатак да обавља избор кандидата за летачку обуку али и да врши здравствени надзор над обученим летачима и даје мишљење о њиховој здравственој способности за летење.
Новембра месеца 1945. са радом почиње и прва комисија за летаче (ЛЛК која касније прераста у ВЛКЛ), са правом самосталног одлучивања и доношења одлука о здравственој способности летача за обављање летачке професије. У свом саставу ова комисија је имала лекаре следећих специјалности; хирурга, интернисту, неуропсихијатра, оториноларинголога, офталмолога и психометристу. Први председник комисије био је пуковник др Виктор Ђаков, а комисија је радила у Земуну у Команди ваздухопловства.
За потребе летачких јединица на аеродромима ЈРВ формирају се прве летачке амбуланте, чији је основни задатак био обезбеђење летења и лечење оболелих летача и осталог особља на аеродрому, па су оне за ту намену у свом саставу имале и стационар са по 30 лежаја. Особље ових амбуланти било је недовољно обучено из области ваздухопловне медицине, те се њихов рад углавном сводио на дежурство у време летења и пружање прве помоћи у случају удеса ваздухоплова. Тек 1949. у Ваздухопловномедицинском институту у Земуну (ВМИ) организују се први курсеви за обуку лекара из области ваздухопловне медицине и психологије, а трупне јединице ЈРВ попуњавaју школованим лекарима и медицинским техничарима.
Свој пуни замах развоја на простору ФНР Југославије, ваздухопловна медицина започиње формирањем Ваздухопловномедицинског института (ВМИ) 11. новембра 1945.
Ваздухопловномедицински институт (ВМИ), је у почетку био мала специјализована болница, намењена оболелим и повређеним летачима, смештена у Земуну у улици Соње Маринковић бр. 4, која 1946. почиње са селекцијом летача.
Године 1947, институт добија и облик научне установе јер започиње са истраживањима из области ваздухопловне медицине.
До 1955. ваздухопловни лекари су се усавршавали у европским земљама и САД, а нешто касније и у Совјетском Савезу. Те године почиње и примена савремене физиолошке тренаже за летаче, на основу искустава стечених у САД и СССР.
У 1949. Ваздухопловномедицински институт формира прву лабораторију за авиофизиологију ради испитивања утицаја висине и лабораторију за авиохигијену која се бави проблематиком исхране летача, заштитне летачке опреме и штетним факторима летења. Током 1954. институт започиње са првом обуком пилота из ваздухопловне медицине и психологије и физиолошком тренажом која се састојала из теоретске наставе и практичног дела који је спровођен у барокомори, на избацивом седишту, а касније и на пилотској центрифуги и уређају за демонстрацију илузија у току лета.
Следи набавка за оно време савремене опреме:
- 1964. опреме за мерење радарског зрачења
- 1967. уређаја за регистровање централне и периферне реографије и ЕЕГ
- 1971. уређаја за континуирано регистровање ЕКГ (Холтер ЕКГ) у току летења и падобранских скокова
- 1975. лабораторије за анализу људског гласа и говора
- 1978. двокраке центрифуге, која је била дело наших конструктора и наше авио-индустрије
- 1985. уређаја за демонстрацију просторне дезоријентације
- 1987. хипербаричне коморе

Од 1964. Ваздухопловномедицински институт и њени лекари, поред праћења здравственог стања летача преузимају и контролу и праћење здравственог стања људства изложеног радарском зрачењу.
У знак признања достигнутом развоју ваздухопловне медицине у Југославији и њеним лекарима, Светска организација за ваздухопловну и космичку медицину један од Светски конгрес ваздухопловне и космичке медицине одржава у Сава центру 1986. и окупља у Београду преко 500 еминентних стручњака света у овој области.
Године 1988, Ваздухопловномедицински институт се сели у Батајницу у нови објекат у оквиру Војне болнице „Батајница”. Смештајем, опремом и стручним могућностима у то време ваздухопловна медицина у Југославији добија још већи замах и убраја се међу најразвијеније земље света у овој области.
После оштећења изазваних бомбардовањем 1999. и значајног смањења ваздухопловства, део ВМИ (Управа, ВЛКЛ и Клинички део) пресељен је на ВМА а Одељење за ваздухопловну физиологију са опремом наставља рад на локацији у Батајници. 15. јула 1999. године Ваздухопловномедицински институт мења назив у Институт за ваздухопловну медицину (ИВМ) и улази у формацијски у састав Завода за превентивну медицину, AsMAодносно Војномедицинску академију.
Нажалост са жаљењем можемо да констатујемо да су бројне недовољно разјашњене околности након 2000. знатно успориле даљи развој ове гране медицине у Србији.

### Школовање ваздухопловномедицинског кадра у Југославији и Србији
Први лекари који су се бавили ваздухопловном медицином у Југославији и Србији, школовани су у иностранству, а прво усавршавање у земљи било је у САНУ. Крајем четрдесетих година прошлог века, почиње и школовање ваздухопловних лекара у Југославији. Прво у облику курсева (седмодневних, месечних а затим и вишемесечних у трајању од 3-6 месеци), већим делом, по енглеском моделу, а затим по америчком и руском. Овакав начин школовања примењивао се углавном за младе лекаре, а у иностранству су се и дање школовали лекари који су стицали ваздухопловномедицинксо образовање магистеријумима и докторским дисертацијама. Из ове групе кадрова настају и први професори ваздухопловне медицине у Ваздухопловно медицинском институту и Војномедицинској академији.
Овакав начин школовања трајао је све до 1981. када је у Југославији уведена специјализација из ваздухопловне медицине на Војномедицинској академији. Прва генерација ваздухопловних лекара, (углавном искусних лекара из ваздухопловних јединица РВ и ПВО и ЈАТ-а) специјализацију из ваздухопловне медицине започела је 1981. на Војномедицинској академији у Београду и Ваздухопловно медицинском институту у Земуну, одмах након усвајања наставног плана и програма од стране Научног већа Војномедицинске академија и њеног признавања као гране медицине у Југославији од стране Министарства здравља.
Након трогодишњег школовања и проведене праксе у летачким и падобранским јединицама 23. октобра 1983. специјализацију завршава 10 лекара из Ратног ваздухопловства и противваздушне одбране (РВ и ПВО), Југословенске народне армије (ЈНА) и диспанзера рада Југословенског аеротранспорта (ЈАТ). Део лекара ове генерације завршило је пилотску и падобранску обуку и стекло звање пилота или падобранца, што је још више унапредило њихов рад у области ваздухопловне медицине.
|  | - др Борис Арсов, РВ и ПВО а. Скопље - др Милорад Димић, РВ и ПВО а. Ниш - др Фејсал Борић, РВ и ПВО а. Мостар - † др Вукашин Гојковић, ВМИ Земун - др Павле Остојић, ВМИ Земун - др Миодраг Јањушевић, ВМИ Земун - др Никола Бјеговић, РВ и ПВО а. Бихаћ - др Владимир Плетикапић, РВ и ПВО а. Загреб - др Зоран Лолић, РВ и ПВО ВВА а. Задар - др Љиљана Стијовић, Диспанзер ЈАТ-а Београд |

Након распада Југославије (1992) део генерације специјалиста ваздухопловне медицине, напушта своје дужности у ЈНА и одлази у Македонију, Босну и Херцеговину и Хрватску, а следећи лекари настављају свој рад у Србији: др Милорад Димић, др Никола Бјеговић, др Вукашин Гојковић, др Миодраг Јањушњевић, др Павле Остојић и др Љиљана Стијовић.
Захваљујући ентузијазму ове генерације специјалиста у Србији је формирана и прва Секција за ваздухопловну медицину Српског лекарског друштва.

## Ваздухопловна физиологија
Ваздухопловна физиологија је део ваздухопловне медицине који се бави:
1. проучавањем физиолошких промена у организму пилота изложених бројним стресогеним утицајима у току летења, као што су:

- висина (барометарска депресија)
- брзина и убрзање, гравитација
- циркадијална дисритмија
- ниске температуре
- микроталасно и космичко зрачења
- буке и вибрација

1. проучавањем утицаја барометарске депресије и убрзања на функцију чула (оријентација у простору), психичка и физичка напрезања и њиховог утицаја на поједине органске системе
2. едукацијом из авио-физиологије, ваздухопловних лекара, летача и осталог летачког особља
3. физиолошком тренажом пилота, на земљи и у ваздуху

### Висина у ваздухопловству
Вертикална позиција ваздухоплова у ствари је, висина на којој се ваздухоплов налази у одређеном тренутку, а висина лета ваздухоплова вертикално растојање ваздухоплова од равни (нивоа), која је узета као основ за мерење висине. Како положај равни од које се мери висина може бити различит, висина се може дефинисати на један од следећих начина:
Надморска висина (Е)
Означава се као вертикално растојање неке тачке или нивоа на земљи у односу на средњи морски ниво.
Релативна висина (Н)
Означава се као вертикално растојање неке тачке или нивоа у односу на одређену референтну раван (нпр. ниво аеродрома).
Апсолутна висина (А)
То је вертикално растојање тачке, нивоа или предмета које се подразумева да је тачка у односу на средњи ниво мора.
Ниво (висина) лета (FL)
То су површине константног атмосферског притиска у односу на одређени основни притисак од 101,3 kPa (просечни атмосферски притисак измерен на нивоу мора) међусобно раздвојеним у дискретним интервалима притиска од 18 mb (18 mb = 500 ft = 152,4 m).

#### Промена притиска ваздуха са висином
Атмосферски притисак је директна последица тежине ваздуха, и у корелацији са локацијом и временом на Земљи и висином. То значи да се притисак ваздуха разликује са местом и временом јер се количина (и тежина) ваздуха изнад Земље исто тако разликују.
Атмосферски притисак се смањује за око 50% на висини од око 5.000. m (јер се и око 50% укупне масе атмосфере налази унутар најнижих 5.000 m). Просечни атмосферски притисак измерен на нивоу мора износи око 101,3 kPa, на 9.000. m износи 30,1 kPa, а на 15.000 m износи 11,6 kPa.

##### Дејство ниског притиска кисеоника
Упоредно са променом атмосферског притиска мења се и парцијални притисак кисеоника: на нивоу мора износи 21,2 kPa, 6,3 kPa на 9.000 m и 2,4 kPa на 15.000 m.
| Висина (m)    | Атмосферски притисак (kPa) | pO2 у ваздуху (kPa) | pCO2 у алвеолама (kPa) | рО2 у алвеолама (kPa) | Артеријско засићење крви кисеоником |
| ------------- | -------------------------- | ------------------- | ---------------------- | --------------------- | ----------------------------------- |
| на нивоу мора | 101,3                      | 21,2                | 5,3                    | 13,9                  | 0,97                                |
| 3.000         | 69,7                       | 14,7                | 4,8                    | 8,9                   | 0,90                                |
| 6.000         | 46,5                       | 9,7                 | 3,2                    | 5,3                   | 0,73                                |
| 9.000         | 30,1                       | 6,3                 | 3,2                    | 2,8                   | 0,30                                |
| 12.000        | 18,8                       | 3,9                 | 3,2                    | 1,6                   | 0,15                                |
| 15.000        | 11,6                       | 2,4                 | 3,2                    | 0,3                   | 0,02                                |

Организам човека физиолошки је кроз еволуцију, прилагођен да буде успешан до ≈ 3.000 метара изнад нивоа мора (зона физиолошке ефикасности). Изван те зоне, компензациони механизми организма се неће моћи супротставити стресогеним утицајима висине.
Иако је проценат кисеоника у атмосфери константан и износи око 21% (79% атмосфере састоји се од азота и малих количина других гасова), пад барометарског притиска утиче на смањење апсолутног броја молекула свих гасова присутних у сваком волумену ваздуха, што пропорционално смањује парцијални притисак кисеоника.
| Висина у метрима | Задесна хипоксија | Експлозивна декомпресија |
| ---------------- | ----------------- | ------------------------ |
| 6.706            | 10 min            | 5 min                    |
| 7.620            | 3 min             | 2 min                    |
| 10.644           | 75 s              | 30 s                     |
| 12190            | 30 s              | 23 s                     |
| 16.760           | 15 s              | 15 s                     |

По овом принципу очекује се и да пада парцијалног притиска кисеоника у алвеоларном ваздух, што се и догађа на мањим висинама због повећане вентилације плућа. Међутим на већим висинама водена пара и угљен-диоксид се константно одстрањују из крви преко издахнутог ваздуха, доводећи до још већег разређења кисеоника у плућима (тако да на 9.000 m висине парцијални притисак кисеоника износи 6,3 kPa у атмосфери а 2,8 kPa у алвеолама), што у односу на 13,9 kPa колики је притисак у алвеолама на нивоу мора представља драстично смањење, и доводи до хипоксије са свим пратећим последицама које она изазива у организму пилота. Један од најважнијих учинака хипоксије је смањење менталних способности, које смањују могућност расуђивања и памћења, те отежавају извођење финих моторичних покрета. Најчешће те способности остају нормалне до 2.500 m висине, а за краће време и до 4.500 m. Међутим ако је пилот изложен хипоксији дуже време, његове реакције његове менталне способности мерене временом реакције или другим психолошким тестовима могу се смањити на 80% на 3.300 m висине, а код дужег боравка на 4.500 m и на 50% нормалне вредности. У стању тешке хипоксије настаје депресија дисајног центра, која све више успорава дисање и доводи до његовог коначног престанка, што резултује удесом ваздухоплова.
Зато војни пилоти пролазе кроз читав низ вежби у хипобаричним барокомора  на високој надморској висини (на ниском барометарском притисак) у којима се симулирају ране фазе хипоксије (недостатак кисеоника у телу). Тестови пилоту пружају доказе о брзом погоршању моторних вештина, правилног размишљања и других способности током лета на висини преко 4.000 m изнад нивоа мора, без коришћења додатног кисеоника, и тиме му дају доказ о значају правилне и сталне употребе заштитне летачке опреме и кисеоничких уређаја у авиону.
- Заштитна летачка и астронаутска опрема за боравак на висини
- Кисеоничка маска са кацигом
- Висинско компензујуће одело
- Заштитно одело (скафандер) астронаута

##### Декомпресиона болест
Један од могућих поремећаја због промене надморске висине је декомпресивна болест, којој може бити изложен пилот на великим висинама, у току декомпресије кабине или код неадекватно пресуризоване (херметичне) кабине авиона.
Декомпресиона болест (ДБ) или аероемболизам или дисбаризам је обољење које настаје, у авијацији и астронаутици, после нагле декомпресије (промене притиска гасова).
Основни узрочник болести су гасни мехурићи азота који из растворљивог стања у крви и ткивима прелазе у гасне мехуриће и при томе се нагомилавају у телесним течностима и ткивима.
Декомпресиона болест се може јавити као резултат декомпресије од великих дубина мора до висина свемира. У зависности од тога где је дошло до накупљања мехурића у организму, зависи и у којим ткивима и органима ће доћи до поремећаја. Ти поремећаји могу прећи у болест уколико се не предузму адекватне мере. Постоје докази да неоткривени, занемарени или асимптоматски декомпресиони поремећаји могу довести и до неповратног органског и функционалног оштећења организма.
| Време од појаве симптома | Учесталост у % |
| ------------------------ | -------------- |
| након 1 часа             | 42%            |
| након 3 часа             | 60%            |
| након 8 часова           | 83%            |
| након 24 часа            | 98%            |
| након 48 часова          | 100%           |

У ваздухопловству у току летења на великим висинама, гасови се удишу под повишеним притиском, (преко кисеоничке маске или у пресуризованој кабини авиона) што доводи до њиховог растварања у течностима организма. Са повећањем притиска удахнутог ваздуха настаје његово лагано растварање у течностима ткива све до одређене количине која представља максимално засићење течности за тај притисак. Када се притиска у удахнутом ваздуху смањи, долази до издвајања гаса из течности ткива, како би се поново постигао притисак околине (на достигнутој висини). Уколико се притисак смањује постепено, гас се издваја без икаквих проблема. Међутим, уколико се промена притиска врши убрзано, (као што је то случај код расхерметизације кабине авиона, молекули гаса се групишу у гасне мехуриће.
На појаву мехурића гаса у зглобовима и мишићима утичу два чиниоца; притисак и температура (како је температура организма скоро константна, њен утицај на апсорпцију гасова је занемарљив).
Растварање гасова у организму нема утицаја на дисање при нормалном атмосферском притиску, али је веома битно за пилоте, који удишу гасове под повишеним притиском. Ово се посебно односи на период нагле декомпресије кабине авиона на великим висинама. Тада је притисак у плућима мањи него што је био пре успона и мањи од притиска у херметизованој кабини авиона. Растворени гасови теже да се издвоје из ткива (у чему азот предњачи), а ако не могу, да се издвоје довољно брзо они формирају мехуриће, што може довести до појаве декомпресионе болести. Ако су пропусти у декомпресији већи, болест се јавља брже и по правилу знаци болести су тежи, а ако се симптоми јављају касније обично се ради о лакшем облику декомпресионе болести.
Експлозивна декомпресија кабине путничког или борбеног авиона и појава декомпресионе болести у ваздухопловству везана је за следеће ситуације:
- У току успона изнад 8.000 m без заштитне опреме.
- Отказ мотора (погонске групе), што има за последицу губитак притиска у кабини ваздухоплова.
- Нагли губитак притиска у кабини изазван механичким оштећењем (квар на авиону, ратна дејства, диверзија, метеорити)
- Принудно напуштање ваздухоплова на великим висинама (ратна дејства, квар авиона)
- У току физиолошке тренаже пилота и астронаута у хипобаричним коморама.

- Узрок, симптоми и опрема за лечење декомпресионе болести
- Експлозивна декомпресија кабине авиона, на великим висинама један је од главних узрока ДБ у ваздухопловству
- Појава наглог ослобађања мехурића азота из ткива и њиховог накупљања у зглобовима и мишићима код ДБ
- Декомпресиона комора служи за лечење декомпресионе болести

##### Баротраума
Баротраума је повреда шупљих органа и ткива, узрокована разликом притиска између гасом испуњених простора у телу и ваздушног или воденог простора око тела, у току успона или силаска (промене висине)
Органи или ткива код којих настају лакше или теже баротрауматске повреде у ваздухопловству су:
- Баротраума ува[36]
- Баротраума синуса
- Кисеоничко уво је синдром сличан баротрауматској упали средњег ува, а настаје као последица удисања 100% кисеоника под повишеним притиском код пилота и космонаута
- Баротраума плућа
- Баротраума зуба
- Надутост трбуха

### Убрзање
Војни пилоти и астронаути полећу и лете великим брзинама и изводе различите маневре што њихово тело излаже високим убрзањима, до десетак пута већег од земљиног (гравитационог) убрзања „g”. Резултат тако високих убрзања су и висока оптерећења пилотовог организма и делова летелице.
Са увођењем у свакодневну употребу све снажнијих и агилнијих авиона и других летелица, проблем са убрзањем, постаје све израженији. Посаде борбених авиона у току бројних (акробатских) маневара авиона и посаде свемирских летелица, у току лансирања у свемир и спуштања на земљу, могу осетити следеће ефекте дејства убрзања који укључују; повећање тежине главе и екстремитета, улегања меких ткива, компресију кичмене мождине, и увећање хидростатског градијента у кардиоваскуларном систему (између горње и доње половине тела), који прате и визуелни поремећаји (црвена или сива копрена).
Са спорим почетком убрзања, кардиоваскуларни рефлекси пружају неку врсту заштите, и појава визуелних (очних) промена (као нека врста упозорења за пилота), претходи губитку свести. Међутим брз почетак и виши нивои убрзања, могу бити фатални и не могу се поднети без употребе заштитне одеће, која се користе за повећање толеранције (отпорности) организма на њихово дејство.
Позитивно „” убрзање
У вертикалном маневру успона, увећава се убрзање, у односу на „g”, позитивног смера. У ваздухопловном жаргону се то назива позитивно „” убрзање. Тада центрифугална сила делује према доњем делу тела и доводи до поремећаја испоруке артеријске крви у мозак уз истовремени пораст притиска у венама стопала и до 5 пута. Због еластичности вена долази до њиховог ширења и прерасподеле веће количине крви из горњих ка доњим деловима тела. Како срце не може избацити крв, која се у њега не враћа, настаје поремећај (снижење) засићења крви кисеоником, која доспева до мозга, што се директно одражава на поремећај његових функција и могући губитак свести. Пре поремећаја функција мозга, прерасподела крви, код пилота прво доводи до поремећаја периферног вида (тунелски вид, сива копрена) а при даљем порасту, убрзање доводи до појаве црне копрене — енгл. blackouts (привремени поремећај вида).
Да би се избегли ови поремећаји, према препорукама ваздухопловних лекара, пилоти изводе посебне трбушне вежбе и примењују анти-„g” одела (што има за циљ да притиском подесивих балона у специјалним оделима и скупљањем ногу према трбуху) помогне одржавању крви у горњој половини тела, када је организам изложен позитивном „” убрзању. Пилоти се адаптирају на такве услове у посебној лабораторији са центрифугом, у реалним условима, изложени повећавањима центрифугалних убрзања.
Негативно „” убрзање
У току спуштања (слетања), или обрнутог маневра са губитком висине, на тело пилота делује супротно оптерећење, као последица убрзања, нагоре, према горњим деловима тела; ово убрзање се назива негативно „” убрзање, и оно повећава притисак крви у артеријској циркулацији врата, главе и можданом ткиву. Ово убрзање се лакше подноси у односу на позитивно, али трајно можда више оштећује организам. Пилот доживљава поремећај вида познат као црвена копрена — енгл. red out, а због повећаног артеријског притисака у мозгу може доћи и до можданог удара. Иако пилоти имају физичку издржљивост и опрему за компензацију дејства негативног убрзања, дуготрајне и високе вредности негативног „g” убрзања (око пет до девет пута веће од вредности земљине гравитације) могу изазвати физиолошке поремећаје. Из тог разлога, кретања авиона као што су маневри типа; петља, ваљак, заокрет, пењање, понирање итд. пилот подешава како би минимизирао изложеност негативном и позитивном „” убрзању.
Трансверзално „g” убрзање
Огромне убрзања (15 до 25 пута веће од „g” у трајању од више секунди, људски организам може поднети ако су попречног правца у односу на његово тело. То су трансверзална „g” убрзања. Код њих је оптерећење, услед убрзања, распоређено на већу површину тела (нпр. када смо у авиону у лежећем положају ). Код ових убрзања обично нема последица, осим могућег колапса једног плућног крила, што није смртоносно. Зато се код веома великих убрзања седиште пилота или астронаута, посебним техничким решењима, поставља у полулежећи или лежећи положај. 

#### Антигравитациона заштитна одела
Циљ свих заштитних (антигравитационих заштитних одела), је да спрече силазак крви у доњу половину тела, што она постижу стварањем контрапритиска на тело и крвне судове, посебно у пределу трбуха и доњих удова. У посебно конструисана одела, од специјалног платна, умећу се у појасном пределу и око бутина и потколеница специјални гумени балони (по истом принципу као и манжетна апарата за мерење крвног притиска) који су као јединствени систем савитљивим цревима повезани са регулатором притиска и компресором у кабини авиона.
Прва заштитна средства била су антигравитационе заштитне панталоне које су имале гумене коморе само око трбуха и ногу, (као што су одела типа ЦЗУ-13б и ППК-1), која се и данас најчешће користе, док савремена антигравитациона заштитни одела, прекривају цело тело (осим главе) применом, гумених комора око горњих екстремитета, раменог појаса и грудног коша, и могу се надопунити антигравитационим прслуком рукавицама и чарапама.

#### Биолошки мониторинг, савремена заштита од дејства убрзања
Како сви наведени методи не могу да обезбеде у одређеним условима апсолутну заштиту од дејства убрзања, у свету се врше истраживања, која захваљујући савременом биолошком мониторингу инсталираном у рачунару авиона, могу да предвиде могући губитак свести и аутоматски активирају „аутопилота”, који преузима управљање авионом и вади га из маневра који је проузроковао велико +az оптерећење (позитивно „” убрзање).
Након што аутоматика регулише управљање авионом, пилот се опоравља и враћа му се свест, и он даље преузима управљање авионом. Ови методи морају бити неинвазивни и у пракси се најчешће заснивају на праћењу следећих параметара: тонуса (напетости) мускулатуре, засићења хемоглобина кисеоником у можданим артеријама, методом (енгл. nil-near infrared laser), па све до промена структуре гласа, пилота.

#### Обука на хуманој (пилотској) центрифуги
Чињеница да постоји индивидуална реакција организма сваког појединца на дејство убрзања, ваздухопловна медицина је увела и у практичном раду примењује хуману (пилотску) центрифуге у селекцији људства. Применом центрифуге бирају се само они пилоти и космонаути који могу да поднесу велика и продужена +az убрзања, за одређене типове летелица и „свемирских бродова”. У ту сврху најчешће кандидати се излажу селективном тесту на хуманој (пилотској) центрифуги са прирастом убрзања од 0,1 g/s до +5,3 az. Пилоти НАТО јединица излажу се оптерећењу до +7 az трајању од 15 s, са анти-g оделом и уз „примену вољног маневра напињања”. Свим кандидатима који испоље негативну реакцију у току ових тестова забрањује се летења на летјелицама високих „g” оптерећења.
Методе физиолошке тренаже пилота на оптерећења убрзањем, намећу обавезну примену хумане (пилотске) центрифуге у обуци пилота и космонаута, са основним циљевима:
- унапређивање вештине летачког особља да примењује различите маневре којима се повећава подношљивост на +az оптерећења
- боље разумевање физиолошких механизама −az оптерећење[40] (енгл. G-LOC), губитка свести у току убрзања због неадекватне церебралне перфузије и
- повећање самопоуздања за могућност подношења великих продужених оптерећења изазваних променама убрзања (успорења)[41]

#### Принудно напуштање ваздухоплова избацивим седиштем
Када је авион примењен као борбено средство, тадашњи пилоти-ловци, сматрали су да је напуштање авиона, ако је био „оборен”, акт кукавичлука, па не гледају са симпатијом на падобран и друга средства за спасавање. Тек у Другом светском рату пилоти ово размишљање замењују употребом падобрана.
Први авиони, нису летели ни високо ни брзо тако да је пилот, кроз отвор на кабини, могао без икаквих уређаја једноставним искакањем да напусти авион у случају отказа или хаварије. Све већа технолошка побољшања ваздухоплова, веће брзине и висине, као и конструкција херметизованих кабина, евакуацију искакањем на класичан начин учинила су све тежом, а касније и немогућом.
Први пилот који се спасио избацивим седиштем био је пробни пилот је Хелмут Шенк, пробни пилот немачког He-280, 13. јануара 1942, пошто је изгубио контролу над својим авионом у условима залеђивања. Немачка је све до краја рата била прва и једина земља која је серијски уграђивала избациво седиште у своје авионе.
После Другог светског рата почиње масовно увођење избацивог седишта у савремене авионе.
Напуштање ваздухоплова избацивањем, (избацивим седиштем) је систем спасавања који се користи углавном у војним авионима (мада постоје и неки хеликоптери са овим седиштем) уз помоћ пиротехничког пуњења, неке врсте ракетног мотора, који покреће седиште. Након што се седиште одвоји од авиона и достигне одређену висину, пилот се одваја од њега и спушта се на земљу уз помоћ падобрана.
Појава ових седишта наметнула је читав низ проблема не само конструкторима авиона и седишта, већ и лекарима ваздухопловне медицине, који су кроз бројна истраживања, морали да реше читав низ проблема. Екстремно убрзање, ниска температура, удар ветра, повреде кичменог ступа и других делова тела, спашавање и преживљавање, након доскока, на мору или у ненасељеном подручју, медицинско збрињавање итд, само су неки од проблема које је решила или и даље решава ова грана медицине везано за употребу избацивог седишта.
- Испитивање избацивог седишта са лутком, за авион F/A-18 Хорнет, у центру НАСА
- Стартна позиција
- Лансирање
- Горња тачка лансирања
- Отварања падобрана и одвајање од седишта
- Спуштање падобраном

### Нулта гравитација
У току ваздушних летова постоје многи проблеми са променом гравитације, као што је нулта гравитација  у летачком простору. Излагање овом окружењу с временом може изазвати поремећаје система равнотеже, метаболизам воде, повраћање, губитак мишићне снаге, а по повратку на земљу, и проблеме са стајањем и ходом!
Нулта гравитација утиче на 75% пилота знацима који су у распону од губитка апетита преко мучнине и повраћања па све до губитка мисаоног тока и губитка осећаја додира. Непромишљеност, вртоглавица, а понекад и јак умор јавља се у око 20% посада ваздухоплова.
Промене које се јављају током излагања нултом „” окружењу у току летења могу се умањити/отклонити спречавањем неправилности у прерасподеле кретања крви и раду срца: што се постиже применом анти-g одела, специјалним физичким вежбама (уз употребу специјалних справа-види слику), физиолошком тренажом (на земљи), испијањем сланих раствора (непосредно пре повратка на земљу) и лековима.
Промена које су се догодиле након излагања нултом „” окружењу, по повратку на земљу могу се лечити успореним поступним порастом активности, успореним покретима главе, а према потреби већим уносом течности и лековима.
- Нулта гравитација
- У условима нулте гравитације астронаут Мајкл Ц. Ф. (десно), командант експедиције 8 на (ISS) станици, изводи вежбе на специјалној опреми под називом енгл. resistive exercise device
- Пламен свеће на земљи (лево) и у условима снижене гравитације
- Обука астронаута у авиону лабораторији за симулацију нулте гравитације
- Приказ лета авиона лабораторије за симулацију нулте гравитације. У горњој тачки, параболе лета, настаје нулта гравитација, у трајању од око 20 секунди.

### Просторна дезоријентација и илузије у току летења
Људска чула су кроз еволуцију прилагођена за функционисање на земљи. Навигацијом у току летења, (због наглих промена убрзања, положаја летјелице, летење кроз облаке, ноћу итд.), наша чула често примају погрешне подражаје који увек не одражавају реално кретање и положај ваздухоплова, што изазива дезоријентацију и сензорне илузије. Те илузије могу бити веома опасне за пилота. Због погрешне интерпретације реалне стварности, пилот доноси погрешне одлуке у управљању ваздухопловом, што може завршити удесом (катастрофом).
Услови за појаву илузија настају оног момента када се јави неподударање између онога што показују инструменти са представама пилота о ономе што он очекује да се дешава у његовом окружењу. Чврсте условне везе, при добро развијеној навици читања инструмената, ретко ће у периоду одвлачења пажње од инструмената у потпуности да се наруше, док ће промене у положају авиона у тим периодима, које се одражавају преко вестибуларних и кинестетичких анализатора, бити сигнал за усмеравање пажње на авио-хоризонт (централни инструмент за навигацију у току летења).
Не треба мешати појам „илузије у току лета” и „губитак оријентације”. Губитак оријентације при илузији не мора бити проузрокован нарушавањем перцепције већ некритичним мишљењем. Илузија понекад чак и оштро изражена може и да не доведе до губитка оријентације, ако се пилот према њој односи критички.
Несигурност летача у сопствене могућности и некритично мишљење или сумња у исправност инструмената само су допунски психолошки фактори у настанку илузија.

## Ваздушни транспорт болесника
Многобројни животи људи у савременом свету сачувани су, захваљујући брзом ваздушном транспорту (евакуацији) повређених и оболелих (п/о), применом разних типова ваздухоплова, специјално опремљеним модерним медицинским системима. Задња искуства у примени ваздушне евакуације бројних повређених и оболелих, жртава рата то најбоље илуструју:
- У Ираку, је ваздушни транспорт повећао стопу преживљавања до 97%, што је највиши ниво у историји евакуације п/о.
- У рату на простору бивше Југославије у току 1991. и 1992. од укупног броја евакуисаних п/о, из ратом захваћених република у Југославију, ваздушним путем је превезено 78,3% п/о. Колики је био значај те евакуације најбоље илуструју подаци да је време транспорта био краћи за 3,5 до 5,6 пута, што је било од изузетног значаја за брзо указивање медицинске помоћи, краћи опоравак п/о, и значајно смањење смртности која је била 1% (четири пута мања од смртности у току копненог транспорта (4,3%)).[46]

За ваздушну евакуацију болесника могу се практично употребити сви типови транспортних ваздухоплова (цивилни и војни авиони и хеликоптери), који се наменски производе за медицинске потребе, или се брзом адаптацијом могу припремити за ову врсту превожења.
Поред ваздухоплова за евакуацију постоје и специјализовани ваздухоплови-амбуланте, који могу бити опремљени хируршким салама, хипербаричним коморама, рендген опремом итд.).
Сви лекари Света би требало да познају основне принципе ваздушног превожења (евакуације п/о) у случају природних катастрофа које намећу потребу за масовном евакуацијом из угрожених подручја, као што се десило после кинеског земљотреса у 2008. и урагана Катрина у Њу Орлеансу 2005. Ту лежи значај и улога ваздухопловне медицине да нормативно регулише, организује и обучи што већи број људи и опреми што већи број ваздухоплова за примену ове врсте транспорта болесних и повређених.
- Опрема и ваздухоплови за транспорт болесника
- Санитетски хеликоптер
- Унутрашњост санитетског хеликоптера
- Унутрашњост санитетског авиона